# Cyclommatus zuberi
Cyclommatus zuberi es una especie de coleóptero de la familia Lucanidae.

## Distribución geográfica
Habita en Mindoro Filipinas.